# Павловский (Выгоничский район)
Павловский — посёлок в Выгоничском районе Брянской области, в составе Хмелевского сельского поселения.
Расположен в 3 км к юго-востоку от посёлка Алексеевский. Население — 2 человека (2010 год).
Упоминается с 1920-х гг.; до 2005 года входил в Хмелевский сельсовет.
| Годы      | 1926 | 1979 | 1989 | 2002 | 2010 |
| --------- | ---- | ---- | ---- | ---- | ---- |
| Население | 71   | 16   | 5    | 2    | 2    |